# Robert Enckell
Robert Väinö Toussaint Enckell (* 18. Dezember 1959 in Helsinki) ist ein finnischer Schauspieler.

## Leben
Robert Enckell ist der Sohn des Autors Kristofer Enckell. Sein älterer Bruder ist der Autor und Übersetzer Martin Enckell. Er gehört zu Minderheit der Finnlandschweden. Sein Studium der Theaterwissenschaften schloss er 1987 an der Theaterakademie Helsinki ab. Nach dem Studium gründete er gemeinsam mit Johan Storgård und Mats Långbacka das schwedischsprachige Theater Viirus. Zusätzlich zu seinem Theater war er auch von 1990 bis 2000 am Svenska Teatern beschäftigt.
Bereits während seines Studium debütierte er als Filmschauspieler in einer kleinen Rolle in der Fernsehserie Fakta homma. Seitdem kamen über 65 weitere Film- und Fernsehprojekte hinzu, wobei er in Filmen wie Ambush 1941 – Spähtrupp in die Hölle und Tove sowie Fernsehserien wie Blutsbande und Bordertown zu sehen war.
Seit 1987 ist er verheiratet mit Liisa Nuoramo. Das Paar hat zwei gemeinsame Kinder, wovon einer der Schauspieler Wilhelm Enckell ist.

## Filmografie
- 1986: Fakta homma (Fernsehserie, eine Folge)
- 1997: Die Erlösung (Lunastus)
- 1999: Ambush 1941 – Spähtrupp in die Hölle (Rukajärven tie)
- 2011: Iris – Die abenteuerliche Reise ins Glück (Iris)
- 2014: Real Humans – Echte Menschen (Äkta människor, Fernsehserie, eine Folge)
- 2016: Blutsbande (Tjockare än vatten, Fernsehserie, zwei Folgen)
- 2016–2018: Bordertown (Sorjonen, Fernsehserie, vier Folgen)
- 2017: Rebecka Martinsson (Fernsehserie, drei Folgen)
- 2017: Unknown Soldier – Kampf ums Vaterland (Tuntematon sotilas)
- 2019: Die Tage, an denen die Blumen blühen (De dagar som blommorna blommar, Fernsehserie, eine Folge)
- 2020: Die Jönsson Bande (Se upp för Jönssonligan)
- 2020: Tove
- 2021: Operation Omerta (Omerta 6/12)
- 2022: Made in Finland (Fernsehserie, zwei Folgen)